# Secrétaire général de l'Union des nations sud-américaines
Le secrétaire général de l'Union des nations sud-américaines (en espagnol ; Secretario general de la  Unión de Naciones Suramericanas) est la personne qui dirige le secrétariat de l'Union des nations sud-américaines (Unasur). La fonction est vacante depuis 2017.

## Historique
Le poste a été établi par le traité constitutif de l'Unasur et le premier secrétaire général, l'ancien président argentin Néstor Kirchner, a été désigné le 4 mai 2010. Après sa mort le 27 octobre suivant, le poste est demeuré vacant jusqu'en mai 2011.
Depuis le 1er février 2017, le poste est de nouveau vacant en raison de l'opposition de la Bolivie, du Suriname et du Venezuela à la nomination du diplomate argentin José Octavio Bordón.

## Désignation et mandat
Le secrétaire général est proposé par le Conseil des ministres des Affaires étrangères et est désigné par le conseil des chefs d'État et de gouvernement pour un mandat de deux ans, renouvelable une fois. Le successeur du secrétaire général ne peut pas être de la même nationalité que son prédécesseur.  

## Fonctions
Les fonctions du secrétaire général consistent principalement à assister le conseil des chefs d'État, le Conseil des ministres des Affaires étrangères, le conseil des délégués et le président pro tempore dans la réalisation de leurs tâches. Il est chargé de mettre en application leurs décisions.
Il dirige le secrétariat, prépare le budget et présente un rapport annuel sur les activités de l'organisation aux différents organes de l'Unasur.
Il coordonne l'action de l'Unasur avec celle des autres organisations de coopération des pays latino-américains et antillais.

## Liste des secrétaires généraux
| Nom                    | Pays      | Prise de fonctions | Fin de mandat   |
| ---------------------- | --------- | ------------------ | --------------- |
| Néstor Kirchner        | Argentine | 4 mai 2010         | 27 octobre 2010 |
| María Emma Mejía Vélez | Colombie  | 9 mai 2011         | 11 juin 2012    |
| Alí Rodríguez Araque   | Venezuela | 11 juin 2012       | 31 juillet 2014 |
| Ernesto Samper         | Colombie  | 1er août 2014      | 31 janvier 2017 |